# Ministero delle strade e dello sviluppo urbano
Il Ministero delle strade e dello sviluppo urbano (in persiano وزارت راه و شهرسازی‎) è il dicastero del governo della Repubblica Islamica dell'Iran incaricato di fornire e regolamentare le infrastrutture di trasporto del paese (comprese strade, ferrovie, rotte di navigazione e vie aeree), così come di regolamentare le politiche per l'industria dell'edilizia e del settore immobiliare.

## Storia
Il Ministero delle strade e dello sviluppo urbano è stato istituito nel 2011 dall'unione del Ministero dell'edilizia abitativa e dello sviluppo urbano e del Ministero delle strade e dei trasporti.